# Himitsu – Top Secret
Himitsu – Top Secret (jap. 秘密 －トップ・シークレット－, Himitsu – Toppu Shīkuretto) ist eine Manga-Serie der japanischen Zeichnerin Reiko Shimizu, die seit 2001 in Japan erscheint. Die Reihe wurde als Anime-Fernsehserie adaptiert. Das Werk lässt sich in die Genres Mystery und Science-Fiction einordnen.

## Inhalt
In einer Reihe von Morden, die die Polizei nicht aufklären kann, beginnt ein forensisches Labor der Polizei mittels MRI die Erinnerung der Opfer sichtbar zu machen. Doch dabei werden alle Erinnerungen der Untersuchten offenbart. Ikkō Aoki und Tsuyoshi Maki, Leiter des Labors, werden bei den Untersuchungen auch Zeugen übernatürlicher Vorkommnisse.

## Veröffentlichung
Der Manga wird seit Dezember 2001 im Manga-Magazin Melody des Verlags Hakusensha in Japan veröffentlicht. Die Einzelkapitel wurde auch in bisher zwölf Sammelbänden veröffentlicht.
Er ist außerdem in Französisch bei Éditions-Tonkam erschienen (11 Bände bis 2014).

## Anime
2008 produzierte das Studio Madhouse eine 26-teilige Anime-Fernsehserie zum Manga, bei der Hiroshi Aoyama Regie führte. Das Charakterdesign entwarf Kyuma Oshita und die künstlerische Leitung übernahm Tomoyuki Shimizu. Die Serie wurde unter dem Titel Top Secret – The Revelation vom 8. April 2008 bis zum 30. September 2008 durch Nippon TV in Japan ausgestrahlt. Später folgten Wiederholungen durch VAP und NittelEPlus. 

### Synchronisation
| Rolle         | japanischer Sprecher (Seiyū) |
| ------------- | ---------------------------- |
| Ikkō Aoki     | Daisuke Namikawa             |
| Tsuyoshi Maki | Tomokazu Seki                |

### Musik
Die Musik der Serie wurde komponiert von Yoshihisa Hirano. Der Vorspanntitel Kokoro Film (ココロフィルム) stammt von Alvino, das Abspannlied ist Kemuri (煙) von Makichang.

## Rezeption
Der Manga war 2002 für den Osamu-Tezuka-Kulturpreis nominiert, musste sich aber Vagabond von Takehiko Inoue geschlagen geben.
Der Manga war von der Jury des japanischen Kulturministeriums zum Japan Media Arts Festival 2008 nominiert. Der vierte und fünfte Band gehörten in ihren Erstveröffentlichungswochen zu den fünf meistverkauften Bänden in Japan.